# جیمز هایتر (بازیکن فوتبال)
جیمز هایتر (انگلیسی: James Hayter؛ زادهٔ ۹ آوریل ۱۹۷۹) یک بازیکن فوتبال است.